# 国立社会保障・人口問題研究所
国立社会保障・人口問題研究所（こくりつしゃかいほしょう・じんこうもんだいけんきゅうじょ、英語: National Institute of Population and Social Security Research：IPSS）は、厚生労働省の施設等機関である。人口研究・社会保障研究はもとより、人口・経済・社会保障の相互関連についての調査研究を通じて、福祉国家に関する研究と行政を橋渡しし、国民の福祉の向上に寄与することを目的としている。

## 業務
- 日本の将来推計人口・世帯数（全国・地域）の作成・公表。
- 社会保障費用統計の作成・公表。
- 社会保障・人口問題基本調査の実施・公表 : 5年周期で、出生動向基本調査、人口移動調査、生活と支えあい調査、家庭動向調査、世帯動態調査を行っている。
- 国内外の人口、社会保障に関する研究を実施。

## 沿革
- 1939年（昭和14年）8月25日 - 厚生省人口問題研究所の設立。
- 1965年（昭和40年）8月25日 - 特殊法人社会保障研究所の設立。
- 1996年（平成8年）12月1日 - 人口問題研究所と特殊法人社会保障研究所との統合によって現組織となる。

少子高齢化や経済成長の鈍化により、人口と社会保障との関係は以前に比べて密接となり、両者の関係を総合的に解明することが不可欠となってきたことを受け、厚生省（当時）は時代に応じた厚生科学研究の体制を整備するため厚生省試験研究機関の再編成を検討し、厚生省人口問題研究所と特殊法人社会保障研究所を統合、国立社会保障・人口問題研究所を設立した。

## 組織
（この節の主要な出典は公式サイト）
- 所長 林玲子
- 副所長 西村幸満
- 政策研究調整官 乗越徹哉
  - 企画部 部長 矢野正枝
  - 国際関係部 部長 是川夕
  - 情報調査分析部 部長 清水昌人
  - 社会保障応用分析研究部 部長 泉田信行
  - 社会保障基礎理論研究部 第1室長 佐藤格
  - 人口動向研究部 部長 岩澤美帆
  - 人口構造研究部 部長 小池司朗

## 公表データ

OECD各国のGDPにおける社会的支出割合（%、種類別）
総人口の将来予想（シナリオ別）
出生率中位・死亡率中位シナリオにおける2065年の人口ピラミッド予測